# Lack

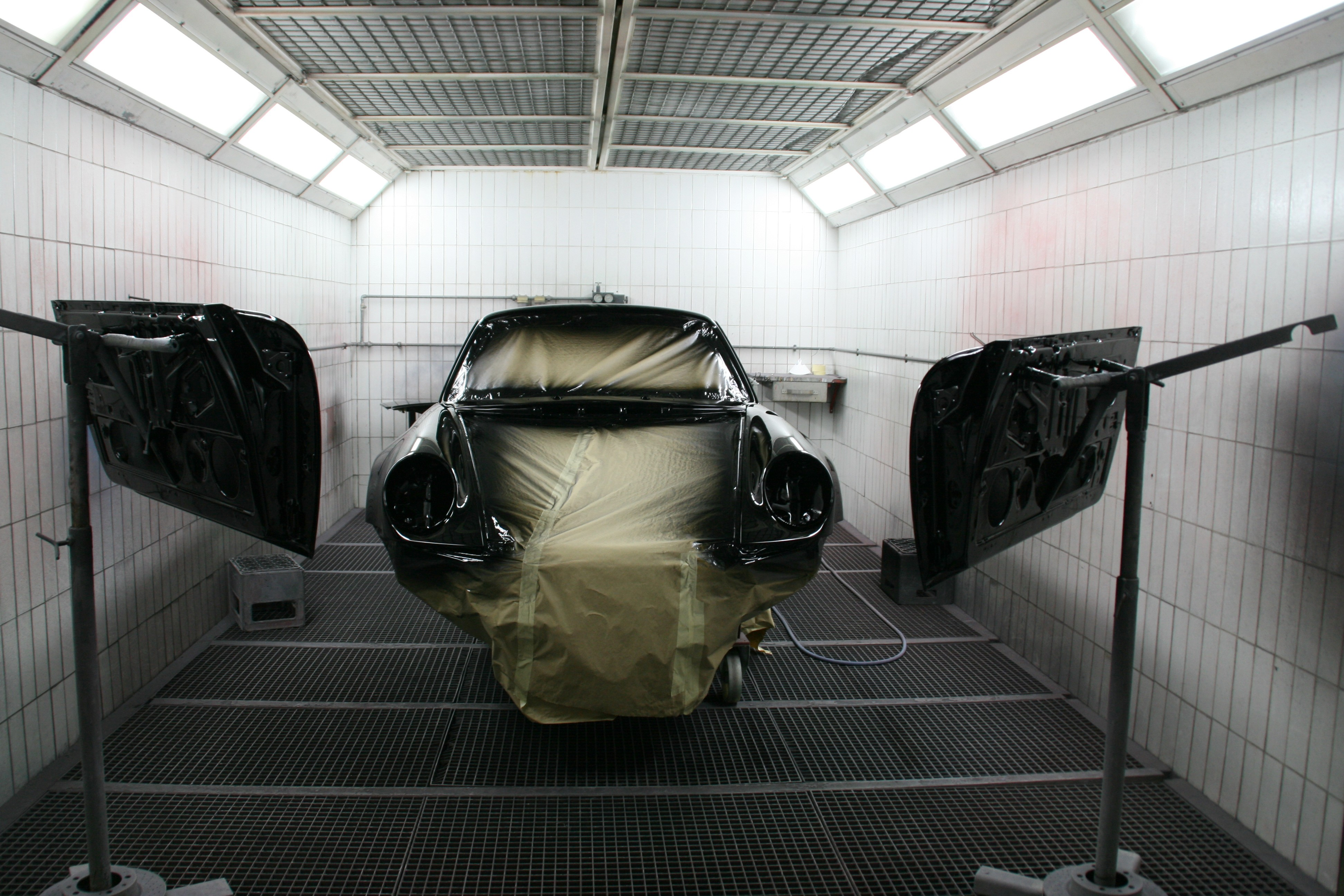
Blick in eine Autolackiererei

Lack ist ein flüssiger oder auch pulverförmiger Beschichtungsstoff, der dünn auf Gegenstände aufgetragen wird und durch chemische oder physikalische Vorgänge (zum Beispiel Verdampfen des Lösungsmittels) zu einem durchgehenden, festen Film aufgebaut wird. Lacke bestehen in der Regel aus Bindemitteln, wie Harzen, Dispersionen oder Emulsionen, Füllstoffen, Pigmenten, Lösemitteln und Additiven, wie Biozide (Topf-Konservierer).
Die drei Hauptaufgaben von Lacken sind:
Protektion
schützende Wirkung, wie Schutzanstrich mit Kombination aus Grundierung und Decklack, Schutzlacke
Dekoration
optische Wirkung: bestimmter Farbeffekt, Glanzeffekt etc.
Funktion
besondere Oberflächeneigenschaften, veränderte elektrische Leitfähigkeit oder magnetische Eigenschaften, Reflexion
Schätzungen zufolge wurden im Jahr 2007 weltweit etwa 28 Milliarden Liter Lack im Wert von 92 Milliarden US-Dollar produziert.

## Etymologie
Die Herkunft des Wortes „Lack“ (bzw. lateinisch Lacca, für den durch Stiche der Lackschildlaus an verschiedenen Pflanzen erzeugten Lack), wohl wie italienisch lacca und mittellateinisch laca über mittelindisch lakkhā, persisch lak und arabisch lakk nach Europa gelangt, ist nicht ganz sicher. Sprachwissenschaftler folgen der Erklärung von Manfred Mayrhofer, der in den 1950er Jahren das Sanskrit-Wort lâkṣấ „roter Lack“ auf die indogermanische Wurzel *reg- „färben, röten“ zurückführte. Dazu ist altindisch rájyati „färbt sich, rötet sich“ gestellt.
Der Philologe Karl Lokotsch hatte hingegen 1927 lākṣā gesamthaft mit „Marke, Fleck; hunderttausend“ übersetzt und Lack hinzugestellt, „nach den unzähligen Insekten Cocca ilicis, welche durch ihren Stich auf quercus coccifera die harzige Absonderung bewirken“; hieraus sei das eigentlich von lakṣa (mit zwei kurzen „a“) abzuleitende Zahlwort Lakh „hunderttausend“ entstanden. Kluges Etymologisches Wörterbuch der deutschen Sprache übernahm diese Erklärung von der 11. Auflage (1934) bis zur 17. Auflage (1957), folgt aber seit der 18. Auflage (1960) Mayrhofers Ableitung. Dies hat die Verbreitung von Lokotschs Deutung auch in neueren Publikationen nicht verhindert.

## Geschichte

### Anfänge
Frühe Beispiele der Verwendung von Lack finden sich in China. Den Chinesen wird die Entdeckung der Lacktechnik zugeschrieben. Schon vor über 7500 Jahren (Hemudu-Kultur) verwendeten sie die Rinde des Lackbaumes als Bindemittel.
Die älteste überlieferte Rezeptur eines Lackes stammt aus dem 12. Jahrhundert und bestand aus Leinöl als Bindemittel und Zinnober als Pigment. Ab dem 18. Jahrhundert entstanden die sogenannten Lacksiedereien, die sich rasch einen Markt für die Beschichtung von verschiedensten Gegenständen eroberten. Wie die Bezeichnung Siederei bereits aussagt, wurden die Lackbestandteile damals meist bei erhöhter Temperatur miteinander vermischt.

### Beginn der industriellen Lackproduktion
Bis zum Beginn des Industriezeitalters diente der Lack zur farblichen Verschönerung von Gegenständen. Im Industriezeitalter kam den Lacken zunehmend auch eine Schutzfunktion zur Werterhaltung von Gegenständen und Gebäuden zu. Es wurden Anlagen für eine industrielle Lackierung errichtet, die die mühsame manuelle Arbeit mit dem Pinsel überflüssig machte. Durch Gießen, Walzen und Tauchen konnten Gegenstände sehr gleichmäßig lackiert werden. Im Jahr 1882 gab es bereits 1105 Betriebe in Deutschland, die Lacke herstellten. Am Ende des 19. Jahrhunderts gründeten sich viele der größten deutschen Lackhersteller, beispielsweise Herberts Lacke, Axalta früher DuPont oder die Deutschen Amphibolinwerke. Starke Konkurrenz aus dem Ausland führte schließlich zur Gründung des bestehenden Verbandes der deutschen Lack- und Druckfarbenindustrie im Jahr 1900. Die Gründung der wichtigsten Branchenzeitschrift Farbe und Lack datiert auf das Jahr 1893. 1916 wurde die Interessengemeinschaft deutscher Teerfarbenfabriken gegründet, die ab 1925 in I.G. Farben umbenannt wurde.
Zu Beginn des 20. Jahrhunderts wurden neue Bindemittel entwickelt, etwa Laccain (1902) oder Bakelit (1905). Im Jahr 1913 wurden die ersten Lackkunstharze, also vollständig synthetisierte Bindemittel hergestellt. Dabei handelte es sich um Phenolharze, denen 1918 die Harnstoffharze und 1927 die Alkydharze folgten. Im Jahr 1921 wurden erstmals Nitrozelluloselacke für die Automobilserienlackierung verwendet. 1934 wurden die ersten Dispersionsfarben auf Basis eines Bindemittels, das als Dispersion vorliegt, hergestellt.
Bezüglich der lackspezifischen Ausbildung wurde der Grundstein im Jahr 1924 in Krefeld mit der Einrichtung einer Lackabteilung an der dortigen Färberei- und Appreturschule, Teil der Fachhochschule Niederrhein, gelegt. Die noch marktüblichen RAL-Farben wurden erstmals 1924 veröffentlicht.

### Entwicklung nach dem Zweiten Weltkrieg
Die erste technologische Neuentwicklung nach dem Zweiten Weltkrieg war die Entwicklung der Epoxid-Harze im Jahr 1948. Bereits 1949 wurden die ersten wasserbasierenden Lacke gefertigt. Ab 1952 wurden Malerfarben auf Kunststoffdispersionsbasis gefertigt.
1960 wurden neben der anodischen Tauchlackierung (ATL), die 1976 durch die kathodische Tauchlackierung (KTL) abgelöst wurde, auch die ersten Silikonharze herausgebracht, sowie erste Anwendungen für Coil Coating gefunden. 1966 wurde die erste deutsche Pulverbeschichtungsanlage in Betrieb genommen, gefolgt von diversen Unternehmensneugründungen auf diesem Gebiet. 1975 kamen die ersten Farbmischsysteme auf den Markt.
In jüngerer Vergangenheit bekam der Umweltaspekt eine immer größere Bedeutung. Der Anteil an organischen Lösemitteln lag früher (1960–1970) in Lacken um 50 % – 70 %, mitunter wurden gesundheitsschädliche Lösemittel, wie chlorierte organische Verbindungen oder sogar Benzol verwendet. In den 1970er und 1980er Jahren wurden die gesundheitsschädlichen Lösemittel in Lackformulierungen ersetzt und der Lösemittelanteil verringert. 1983 verpflichteten sich die deutschen Lackhersteller zur Reduktion von flüchtigen organischen Verbindungen und schwermetallhaltigen Pigmenten wie Bleichromat in Lackrezepturen. 1985 kamen die ersten emissions- und lösemittelarmen Dispersionsfarben, mit bis zu 10 % organischen Lösemitteln, auf den Markt. Im Vergleich dazu haben Naturharz-, Kunstharz- und Alkydharzlacke bis zu 60 % Lösemittelanteil.
1996 wurde mit dem sogenannten Pulver-Slurry ein in Wasser aufgeschlämmter Pulverlack eingeführt. 1999 wurden Lacke mit Selbstreinigungseffekt entwickelt.
Aktuelle Weiterentwicklungen entstehen durch die erneut gesenkten VOC-Grenzwerte gemäß EU-Gesetzgebung von 2007 und 2010 und die Anforderungen durch REACH und GHS.
Damit der Kunde erkennen kann, ob das von ihm gekaufte Produkt der Decopaint-Richtlinie entspricht, muss der Lösemittelgehalt – ausgedrückt als VOC-Wert in Gramm pro Liter – auf dem Gebinde deklariert werden. Der höchstzulässige Grenzwert ist ebenfalls auf dem Gebinde aufgeführt und variiert bei wasserbasierten und lösemittelbasierten Beschichtungsstoffen.

## Wirtschaftliche Bedeutung

### International
Schätzungen zufolge wurden im Jahr 2007 weltweit etwa 28 Milliarden Liter Lack im Wert von 92 Milliarden US-Dollar produziert. In Europa wurden im Jahr 2022 insgesamt rund 9,2 Millionen Tonnen Lacke und Farben verbraucht, davon fast zwei Drittel von der Bauwirtschaft.
Die größten Anwendungsgebiete sind dabei Bautenfarben (51 % nach Menge, 43 % nach Wert), Industrielacke (10 % nach Menge, 11 % nach Wert) und Pulverlack (9 % nach Menge, 7 % nach Wert). Der wichtige Sektor der Automobillacke erreicht gemeinsam mit Flugzeug- und anderen Fortbewegungsmittellackierungen 6 % nach Menge und 8 % nach Wert und liegt damit etwa gleich mit Korrosionsschutzlackierungen und Holzlacken. Das in den Jahren 2002 bis 2007 am stärksten gewachsene Segment ist der Pulverlackbereich mit ca. 13 % Wachstum.
Regional werden etwa 35 % aller Lacke in Europa verkauft, 30 % in Asien und 25 % in Nordamerika. Der Rest verteilt sich zu gleichen Teilen auf Südamerika und Afrika. Europa und Nordamerika verzeichneten dabei einen wachsenden Anteil, während der Lackverbrauch in den anderen Erdteilen zurückging. Dies zeigt sich auch im Pro-Kopf-Verbrauch, bei dem in Nordamerika mit etwa 10 Litern Lack pro Einwohner und Jahr sowie Europa mit 8 Litern etwa doppelt bis viermal so viel Lack wie in den anderen Erdteilen verbraucht wird.

### In Deutschland

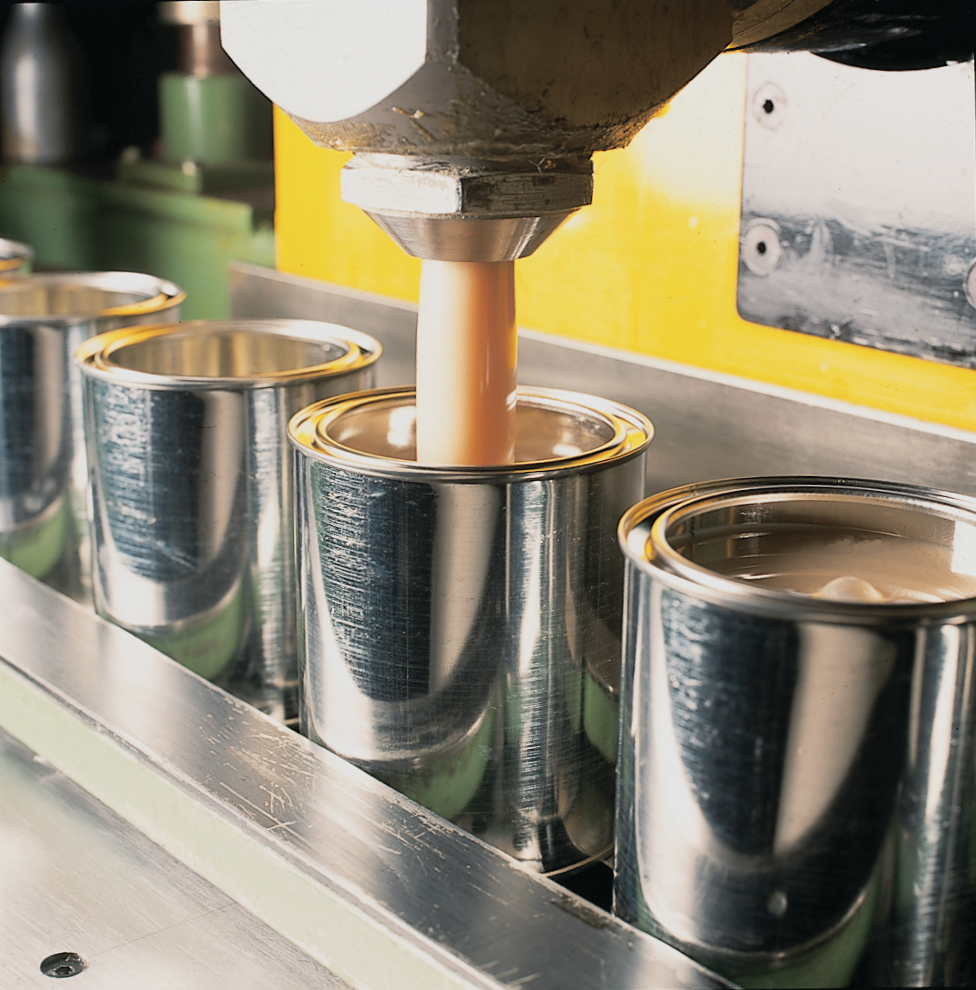
Lackabfüllung in Dosen

Im Jahr 2010 betrug die Produktionsmenge von Lacken und Anstrichstoffen in Deutschland 2,04 Millionen Tonnen, was einem Produktionswert von 4,26 Milliarden € entspricht. Dies entspricht einer Zunahme um 4 % nach Menge oder 7 % nach Wert gegenüber 2009. In diesen Angaben sind neben Lacken auch Dispersionsfarben enthalten. Lösemittelhaltige Lacke kamen in Deutschland im Jahr 2010 auf einen Anteil von 24 % nach Menge (45 % nach Wert). Lösemittelfreie Lacke haben zusammen mit Pulverlacken und Dispersionsfarben einen Anteil von 77 % nach Menge und 55 % nach Wert. In Deutschland gibt es etwa 250 kleinere und mittlere Lackhersteller. Sie sind teilweise stark spezialisiert und arbeiten vielfach regional.
Die folgende Tabelle stellt die Produktion von Lacken und Farben sowie zum Vergleich einiger Beschichtungen mit stärkerer Schichtdicke in Deutschland im Jahr 2010 dar.
| Substanzklasse                                   | Jahresproduktion in Tonnen | Umsatz in Mio. Euro | Klasse                     |
| ------------------------------------------------ | -------------------------- | ------------------- | -------------------------- |
| Alkydharzlacke (lufttrocknend)                   | 65.103                     | 220                 | lösemittelhaltig           |
| Alkydharzlacke (wärmetrocknend)                  | 12.929                     | 47                  | lösemittelhaltig           |
| Ölfarben, Öllacke                                | 7.179                      | 60                  | lösemittelhaltig           |
| Zellulosenitratlacke                             | 16.720                     | 54                  | lösemittelhaltig           |
| Bitumen- und teerhaltige Lacke                   | 7.157                      | 21                  | lösemittelhaltig           |
| Farben auf Basis Schellack o. ä.                 | 3.320                      | 8                   | lösemittelhaltig           |
| Phenol-, Harnstoff- und Melaminharzlacke         | 20.231                     | 40                  | lösemittelhaltig           |
| Polyesteranstrichfarben                          | 76.242                     | 313                 | lösemittelhaltig           |
| Epoxidharzlacke                                  | 66.563                     | 219                 | lösemittelhaltig           |
| Polyurethanharzlacke                             | 59.270                     | 320                 | lösemittelhaltig           |
| Polystyrol- und Polyvinylharzlacke               | 21.906                     | 78                  | lösemittelhaltig           |
| Farben und Lacke auf Basis Acrylpolymere         | 41.357                     | 176                 | lösemittelhaltig           |
| Sonstige Farben auf Basis synthetischer Polymere | 45.236                     | 207                 | lösemittelhaltig           |
| Festkörperreiche Lacke (high solid)              | 41.407                     | 144                 | lösemittelhaltig           |
| Pulverlacke                                      | 63.658                     | 246                 | lösemittel- und wasserfrei |
| Grundierungen und Überzugsmittel                 | 75.068                     | 138                 | wässrig                    |
| Dispersionsfarben (innen)                        | 614.784                    | 572                 | wässrig                    |
| Dispersionsfarben (außen)                        | 133.898                    | 196                 | wässrig                    |
| Dispersionslackfarben                            | 119.193                    | 305                 | wässrig                    |
| Leimanstrich- und Wasserfarben                   | 24.397                     | 88                  | wässrig                    |
| Silikatanstrichfarben                            | 29.782                     | 59                  | wässrig                    |
| Elektrophorese- und andere Wasserlacke           | 13.656                     | 31                  | wässrig                    |
| Wässrige Phenol-, Harnstoff- und Melaminharze    | 778                        | 4                   | wässrig                    |
| Silikonharzfarben                                | 6.815                      | 25                  | wässrig                    |
| Sonstige Farben auf Basis synthetischer Polymere | 77.841                     | 334                 | wässrig                    |
| Sonstige Farben auf Basis natürlicher Polymere   | 2.295                      | 11                  | wässrig                    |
| Lack- und andere Spachtel                        | 176.968                    | 128                 | wässrig                    |
| Kunstharzgebundene Putze                         | 141.932                    | 145                 | wässrig                    |
| Silikatputze                                     | 43.112                     | 32                  | wässrig                    |
| Silikonharzputze                                 | 28.201                     | 34                  | wässrig                    |

Somit wurden im Jahr 2010 484.620 Tonnen lösemittelhaltige und 1.488.720 Tonnen wässrige Farben und Lacke produziert. Diese hatten einen Gesamtwert von 1,909 beziehungsweise 2,101 Milliarden Euro.

## Einteilung
Bei der Vielfalt der Lacke sind verschiedene Möglichkeiten der Einteilung üblich.
Lacke werden nach Formulierungs- oder Verarbeitungsgesichtspunkten eingeteilt, etwa nach Art des Bindemittels (Beispiel: Öllack), Art des Lösemittels (Beispiel: Spiritus-Lacke), Trocknungsweise (lufttrocknend, wärmetrocknend oder als Einbrennlack) oder Anwendungsgebiet (Beispiel: Autolack).
Die Unterteilung nach Oberflächeneigenschaften teilt Lacke nach dem Erscheinungsbild der Oberfläche. Die Art der Formulierung kann stumpfmatte (als Softfeel-Oberflächen im Kfz-Innenraum) bis hochglänzende (für Klavierlacke) Oberflächen erzeugen. Ebenso können je nach Art der Formulierung Lacke erzeugt werden die glatt bis hochstrukturiert sind, das sind Hammerschlaglack und Sprungzeichnung oder Schrumpel bildende Lacke.
Traditionelle Lacke werden aus Pflanzen gewonnen, aus Harzen wie Copal und Kolophonium. Schellack aus den Absonderungen einer asiatischen Läuseart. In der asiatischen Lackkunst wird der Chinalack, der chinesischen Lackkunst und der japanischen Lackkunst, aus dem Wundsaft des Lackbaums mit Beigabe von Zinnober oder Ruß in den klassischen Lackfarben Rot und Schwarz hergestellt.
Lacke werden teilweise auch nach speziellen Eigenschaften (mehr oder weniger willkürlich) klassifiziert. Ein Klarlack ist transparenter Lack, der keine farbgebenden Pigmente enthält. Spannlack spannt beim Trocknen Papier und Gewebe, festigt und imprägniert sie. Ein Tauchlack ist ein Lack, der durch Eintauchen des Werkstücks in den Lack aufgetragen wird (siehe anodische und kathodische Tauchlackierung). Effektlacke zeigen je nach Blick- und Beleuchtungsrichtung einen sogenannten Flop, also eine Helligkeits- oder Farbveränderung.
Weitere spezielle Lacke stellen beispielsweise Acrylfarbe, Alkydharzlack, Geigenlack, Japanlack, Kelterlack, Leitlack, UV-aushärtender Fotolack für die Leiterplattenherstellung, Nagellack, Nitrozelluloselack, Pulverlack, Siegellack, Schleiflack (Klavierlack), Schutzlack, Silikonharzlack, hitzefester Alulack für Ofenrohre, Trennmittel und Sprühkleber dar.

## Zusammensetzung
Ein Lack besteht aus flüchtigen Lösemitteln und nichtflüchtigen Bestandteilen. Das Lösemittel (der flüchtige Bestandteil) verdunstet während des Trocknungsprozesses, die nichtflüchtigen Bestandteile haften dabei als glatter Film auf dem lackierten Objekt. Die nicht flüchtigen Komponenten sind Bindemittel, Pigmente, Öle, Harze, Füllstoffe und Additive. Das Bindemittel sorgt für eine gute, gleichförmige Suspension mit Pigmenten und Lösemittel im Lack, ist für einen optimalen Trocknungsprozess (keine Blasenbildung) und für den Glanz nach der Trocknung verantwortlich. Wesentliche Basis eines Lackes ist das Bindemittel und Lösemittel. Pigmente sind keine notwendigen Bestandteile eines Lackes. Es gibt auch pigmentfreie Klarlacke und lösemittelfreie Pulverlacke. Ein Lack sollte beständig sein und sich nicht vom Untergrund ablösen. Der Lack bildet auf dem Untergrund eine feste Schicht. Ist die Oberfläche verunreinigt, so gibt es keinen guten Verbund zwischen Untergrund und Lack bei mechanischen Belastungen oder Umwelteinflüssen. Vielfach beruht das Abblättern eines Lackes auf einer schlechten Säuberung, Entfettung oder Entrostung der angestrichenen Materialien.

### Bindemittel
Der Begriff Bindemittel wird häufig nur für den filmbildenden Anteil (Filmbildner) benutzt, streng genommen muss auch der nichtflüchtige Anteil der Additive dazu gezählt werden, da dieser nicht zu der eingebundenen Phase (Pigmente und Füllstoffe) zählt.

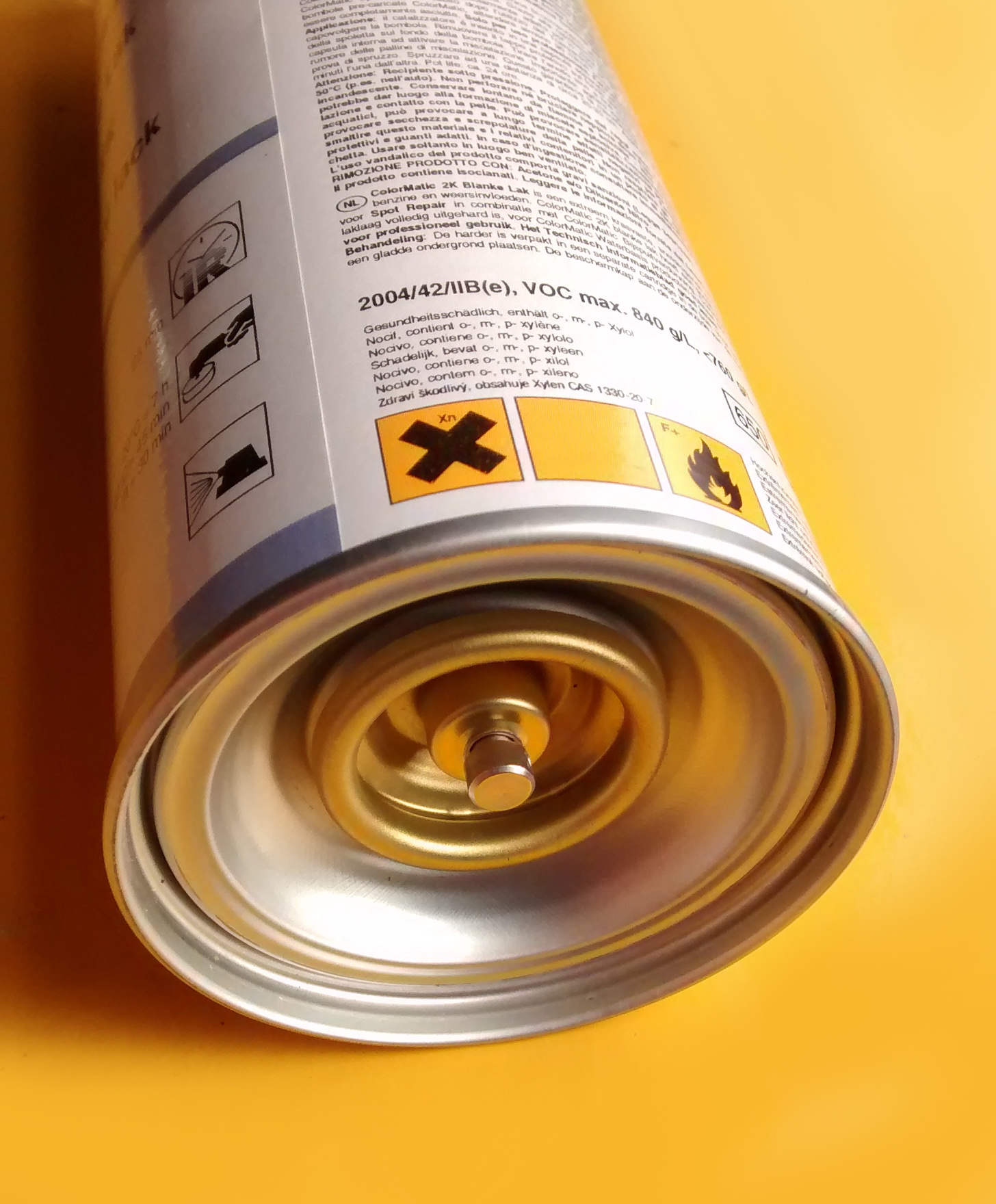
Dosenboden eines 2K-Klarlack. Vor Verwendung wird durch Ziehen des Stiftes der Härter in den Lack gegeben und durch Schütteln vermischt.

Moderne Bindemittel (Polymere) werden als Dispersion in wässriger Lösung oder gelöst im Lösemittel als Einkomponentensystem (1K-Lacke) angeboten. Bei Zweikomponentensystemen (2K-Lacke) besteht das Bindemittel aus Kunstharz und Härter. Diese werden getrennt gelagert. Kurz vor dem Verarbeiten werden die beiden Komponenten gemischt. Sie reagieren chemisch und härten (ohne Trocknung) aus wenn sie keine Lösemittel enthalten. Bei den meisten 2K-Systemen finden sowohl Härtungs- als auch Trocknungsprozesse statt. Traditionelle Bindemittel in Öllacken sind unter anderem natürliche Harze sowie Öle (Ölfarbe) und Pflanzenbestandteile (Chinalack, Japanlack). Liegt das Bindemittel nicht in flüssiger Form vor, benötigt man als zusätzlichen Bestandteil ein Lösemittel, das in der Lage ist, das Bindemittel zu lösen. Lösemittel in physikalisch trocknenden Lacken sollten farblos sein, das Bindemittel nicht negativ beeinflussen und rückstandslos verdunsten. Da die meisten Lösemittel für Lacke organische Lösemittel sind, die teilweise giftig oder feuergefährlich sind, tendiert man immer mehr zu lösemittelfreien Systemen, also zu Pulverlacken oder Suspensionen von Lackpartikeln in Wasser. Eine weitere Möglichkeit, lösemittelfrei (emissionsfrei) zu arbeiten besteht darin, strahlenhärtende Lacksysteme einzusetzen (Strahlenhärtung). Bei dieser Technologie dient ein Monomer als „Lösemittel“, das während der Härtung in den Lackfilm einpolymerisiert. Es handelt sich hier um ein niedermolekulares Bindemittel mit geringem Dampfdruck, welches über UV-induzierte Prozesse chemisch härtet (Innerhalb von Sekundenbruchteilen). Als Strahlenquelle dient meist eine UV-Hochleistungslampe.
Soll die natürliche Transparenz des Bindemittels (teilweise mit gelbem Farbstich) verändert werden, werden Pigmente zugegeben. Das Bindemittel dient hierbei als Matrix für die Pigmente und bettet diese in einen festen Verbund ein.
Filmbildner bilden nach der Lackauftragung und Trocknung eine zusammenhängende Schicht (den Film) mit guten chemischen und mechanischen (Härte) Eigenschaften. Die Filmbildner gehen im Verlauf der Lackhärtung in hochmolekulare Verbindungen über. Niedermolekulare Filmbildner sind beispielsweise Nitrocellulose, Vinylchlorid-Vinylacetat-Copolymere, hochmolekulare Filmbildner sind beispielsweise ungesättigte Polyesterharze, Epoxidharze. Filmbildner von physikalisch trocknenden Anstrichmittel (etwa Chlorkautschuk, Vinylpolymerisate, Styrol-Butadien-Copolymerisate, Silikone) weisen beim Trocknungsprozess keine chemische Reaktion zwischen den makromolekularen Stoffen auf (Verdunstung des Lösemittels). Diese Beschichtungen können durch ein Lösemittel wieder gequollen und teilweise gelöst werden. Vernetzende Filmbildner (ungesättigte Polyesterharze, Acrylsäureester, Epoxidharze, Alkydharze oder Polyesterharze) können beispielsweise mit Phenol- oder Melaminharzen vernetzen und nach der Lacktrocknung durch ein Lösemittel nicht mehr aufgelöst werden. Die Lackbeschichtungen weisen nur ein sehr schwaches Quellvermögen unter Lösemitteleinfluss auf. Man unterscheidet natürliche Harze (Kolophonium, Dammar) oder synthetische Harze. Harze sind wichtig für die bessere Haftfähigkeit auf dem Untergrund und den Glanz von Lackierungen.

#### Härtende Öle
Ölfarben enthalten härtende Pflanzenöle, die etwas ungenau auch als „trocknende“ Öle bezeichnet werden.
Die Härtung basiert auf einer chemischen Reaktion des Luftsauerstoffes mit den ungesättigten Fettsäuren, was zu einer Quervernetzung der Moleküle führt; im Falle des Leinöls entsteht Linoxin. Sogenannte Sikkative (oft Kobaltnaphthenat) fördern die radikalische Vernetzung. Gelegentlich werden natürliche (Terpentin, Orangenschalenöl) oder synthetische Lösungsmittel (1,4–Polybutadienöle) zugesetzt.
Die Verfestigung der Farbe geschieht nur bei einer Verwendung von Lösungsmittel auch teilweise durch Trocknung. Je nach verwendetem Pflanzenöl neigen Ölfarben zur Vergilbung. Häufiger Kontakt mit Wasser führt zu einer Hydrolyse der Esterbindungen, dies mindert die Haltbarkeit speziell bei Ölfarben mit Lösemitteln auf Wasserbasis und führt bei lackierten Flächen zu einem Auswascheffekt. Die Trocknungszeit ist in der Regel länger als bei konventionellen Lacken. Leinölfarbe wird auch zur Grundierung von Baustahl eingesetzt, insbesondere unter Zugabe  von Eisenglimmer zum Rostschutz.
Ölfarben mit Beimischung von Harzen werden als Lackfirnis bezeichnet. Werden neben Harzen auch Pigmente hinzugefügt, so erhält man einen Öllack bzw. Naturharzlack. Öllacke sind schon seit über 2000 Jahren in China bekannt und werden noch verwendet (teilweise mit Zumischen synthetischer Bindemittel).
Der Lösemittelanteil kann bis zu 60 Prozent betragen, jedoch werden inzwischen auch mit Wasser emulgierte Lacke hergestellt.

#### Cellulosederivate
An erster Stelle sind hierbei die Celluloseester zu nennen. Cellulosenitrate (Nitrocellulose) sind schon seit 1855 (Parkes) für Lackierungszwecke bekannt gewesen. Erst als um 1880 erkannt wurde, dass Lösemittel wie Ethylacetat gut geeignet sind, wurden größere Mengen hergestellt. Um 1920 kam dann der technische Durchbruch für die Cellulosenitrate in der Lackierung bei der Automobilproduktion. Im Gegensatz zu Öllacken, die durch den Luftsauerstoff eine lange Trockenzeit benötigten, wurden Nitrocelluloselacke schnell fest. Ab 1930 wurden Nitrocelluloselacke mit Alkydharzen gemischt. Mit diesem Lackbindemittel konnten nun Metall, Holz, Gewebe lackiert werden. Heutige Anwendungsgebiete von Nitrocellulose-Lacken sind: Möbellacke, Metalllacke, Folienlacke, Textil- und Lederlacke, Nagellacke. Im Jahr 2007 wurden in der Bundesrepublik 27.000 Tonnen Nitrocellulose-Lacke hergestellt. Daneben gewinnt Celluloseacetat an Bedeutung, das in Lösungen beispielsweise als Elektroisolierlack Verwendung findet.

#### Zuckerderivate
Zucker als Mono- oder Disaccharide eignen sich als Polyhydroxyverbindungen als Ausgangsstoffe für die Herstellung von Lacken. Durch Umsetzung von Sacchariden mit Ethylenoxid oder Propylenoxid erhält man Polyole, die mit anderen Komponenten wie Harnstoff oder Formaldehyd kondensiert werden können. Durch Oxidation von Sacchariden lassen sich organische Säuren gewinnen, die wiederum zu Polyestern umgesetzt werden können. Eine besondere Bedeutung haben Verbindungen, die durch Anfügen von Vinyl-, Acrylat- oder Methylacrylatgruppen an die Saccharide entstehen. Damit werden Dispersionen als Bindemittel für Lacke, wie Holzlacke, hergestellt, wobei der Anteil von nachwachsenden Rohstoffen in diesen Lacken über 60 % beträgt. Wasserbasierte Alkydharze auf Basis von Saccharose und Fettsäuremethylestern lassen sich inzwischen ebenfalls erfolgreich synthetisieren. Aus Glucose kann über Sorbitol Isosorbid synthetisiert werden, das als Baustein für Pulverlacke dient.

#### Alkydharze

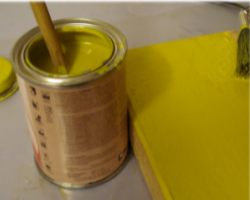
Alkydharzlack zur Beschichtung von Holz/Metall

Die Trocknungsdauer von Öllacken war ein wichtiges Kriterium bei der industriellen Massenfertigung von Küchengeräten und Kleinteilen geworden. Auch im Wohnungsbau benötigte man schnell trocknende Lacke. Mit der Entwicklung der Alkydharz-Lacke um 1930 wurde ein sehr guter Filmbildner gefunden.
Alkydharze bestanden damals zumeist aus einer Dicarbonsäure (Phthalsäure), einem Polyalkohol (meist Glycerin) sowie Leinöl, Sojaöl. Ab 1945 wurden dann auch Misch-Alkydharze mit Styrol hergestellt. Diese Mischpolymerisate zeigten eine schnellere Antrocknung, höhere Wetterbeständigkeit, größere Oberflächenhärte und geringere Vergilbung. Alkydharze können mit vielen anderen Filmbildnern kombiniert werden – etwa Phenolharzen, Nitrocellulose oder Epoxidharzen. Eine Modifizierung sind auch acrylierte Alkydharze, also Copolymerisate mit Acrylsäureestern, sowie urethanmodifizierte Alkydharze, die sich durch eine höhere Härte und größere Beständigkeit gegenüber Chemikalien auszeichnen.
Alkydharzlacke enthalten als Bindemittel synthetische Kunstharze, sie werden daher auch als Kunstharzlacke bezeichnet. Durch ihren relativ hohen Lösemittelanteil wirken sie ebenfalls nachteilig auf Umwelt und Gesundheit. Alkydharzlacke sind für Holz und Metall sowohl im Innen- als auch im Außenbereich geeignet.

#### Polyacrylate
Dispersionslacke (Acryl- oder Wasserlacke) bestehen aus mit Wasser verdünnbaren Kunststoffdispersionen auf der Basis von polymerisierten Acrylsäureestern. Der Anteil an organischen Lösemitteln mit bis zu zehn Prozent ist sehr gering. Dispersionslacke sind zur Beschichtung vielfältiger Oberflächen im Innen- und Außenbereich geeignet.

#### Epoxidharze
Epoxidharzlacke bestehen häufig aus 2-Komponenten (2K)-Systemen, die vor der Lackierung vermischt werden. Der Lack muss nach Vermischung der Komponenten schnell aufgetragen werden, da die Anwendungsdauer („Topfzeit“) kurz ist. Epoxidharze sind Polyaddukte aus Epichlorhydrin mit Bisphenol A. Diese werden mit einem Härter vernetzt. Bei Raumtemperatur liegen die Härtungszeiten um zwölf Stunden, bei 120 °C um 30 Minuten. In Kombination mit Aminoharzen können Epoxidharze auch als Einbrennlacke genutzt werden. Bei diesem Verfahren besteht das Bindemittel aus nur einer Komponente. Hierbei werden Temperaturen um 160 bis 200 °C angewendet.

#### Polyurethane
Ein- oder Mehrkomponentenlacke (Reaktionslacke) bestehen aus einer oder mehreren Komponenten, die nach dem Auftragen mit der Luft oder nach deren Mischung miteinander reagieren. Hierzu gehören Polyurethan-(PUR)-Lacke. Da sie einen sehr hohen Gehalt an Lösemitteln und Isocyanaten besitzen, sind sie umwelt- und gesundheitsschädlich. Wegen ihrer hohen Beständigkeit werden sie im gewerblichen Bereich zur Versiegelung von Parkettfußböden und Möbeln verwendet.

### Pigmente
Pigmente überdecken das beschichtete Material und sind ausschlaggebend für den Farbeindruck. Ferner sorgen Pigmente für eine bessere Beständigkeit der Lackfarbe gegenüber Korrosion durch UV-Strahlung. Entscheidend für den Farbeindruck und Farbstärke ist die mittlere Korngröße der Teilchen. Je kleiner die Korngröße, desto höher die Farbstärke. Vorzugsweise sollte der Teilchendurchmesser zwischen 0,1 und 2,0 μm liegen.
Das wichtigste Pigment für Lacke ist das Weißpigment Titandioxid. Etwa 2,4 Millionen Tonnen dieses Pigmentes wurden im Jahr 2008 weltweit für Lacke eingesetzt. Die Lackindustrie (einschließlich der Dispersionsfarben) ist das Hauptanwendungsgebiet für Titandioxid. Sehr wichtige farbige anorganische Pigmente sind die Eisenoxide (185.000 Tonnen für Lackindustrie, 1989): Fe2O3(rot), Fe3O4(schwarz), FeOOH (gelb).
Eine andere wichtige anorganische Pigmentklasse für die Lackindustrie sind Blei-Molybdat Pigmente, mit einer wechselnden Zusammensetzung von Pb(Cr,S,Mo)O4. Auch das gelbe Bleichromat PbCrO4 (gesundheitsschädlich, giftig, möglicherweise krebserregend ohne Lackeinbindung) mit hoher Deckkraft und Farbstärke, guter thermischen Stabilität gehörte in diese Kategorie und wurde in den neunziger Jahren noch in der Lackindustrie verwendet. Bleimolybdatpigmente sind giftig, jedoch besteht im getrockneten Lack keine Gefahr. Der jährliche Verbrauch dieser Substanzklasse lag im Jahr 1988 bei 130.000 Tonnen.
Weitere wichtige anorganische Pigmente sind Cr2O3 (grüne Farbe, 20.000 Tonnen für Lackindustrie im Jahr 1988), Ultramarin-Pigmente (blaue, rote und grüne Farbe, 30.000 Tonnen im Jahr für die Lackindustrie im Jahr 1988), Eisenblau-Pigmente (Zusammensetzung: M(I)Fe(III)(CN)6, 50.000 Tonnen für Lackindustrie im Jahr 1988), Perlglanzpigmente (dünne Interferenzschichten, beispielsweise aus TiO2 auf Glimmer oder anderen plättchenförmigen Substraten, mit anderen Oxiden, Farben: schwarz, gold, blaugrau, silber).
Auch viele organische Pigmente werden in der Lackindustrie eingesetzt. Organische Pigmente besitzen häufig eine höhere Lichtabsorption, eine größere Farbstärke und ein geringeres Deckvermögen als anorganische Pigmente. Um die Effekte auszugleichen, verwendet man Mischungen aus anorganischen und organischen Pigmenten. Die wichtigsten organischen Pigmentgruppen sind Azopigmente und Kupferphthalocyanin-Pigmente. Wichtige Vertreter für gelbe Farbtöne sind beispielsweise C.I. Pigment Yellow 1 (Hansa-Gelb G, ein sehr altes in Lacken verwendetes organisches Pigment, 1910) und C.I. Pigment Yellow 74. Wichtige Blau- und Grünpigmente sind die Varianten des Kupferphthalocyanins (Blau: C.I. Pigment Blue 15:1 bis 15:6, Grün: C.I. Pigment Green 7 und 36).

### Füllstoffe
Häufig eingesetzte Füllstoffe sind Calciumcarbonat (Kreide), Bariumsulfat (Schwerspat) und Kaolin. Sie setzen die Formulierungskosten durch den partiellen Ersatz von Pigmenten herunter. Daneben dienen sie der Einstellung des Glanzgrades, einer definierten Oberflächenstruktur und der Verbesserung der mechanischen Eigenschaften.

### Hilfsstoffe
Additive oder Hilfsstoffe verändern die Eigenschaften des Lackfilms, etwa die Lagerfähigkeit (Biozide, antimikrobielle Additive, die das Wachstum von Mikroorganismen in wässrigen Flüssigkeiten oder die Zerstörung von Trockenfilmen kontrollieren) oder die Verarbeitbarkeit (Netz- und Dispergierhilfsmittel, Sikkativ, Antioxidantien). Härtungsbeschleuniger führen zu einer schnelleren Aushärtung des Lackfilms. Weichmacher setzen den Erweichungsbereich des Bindemittels herab und sorgen für eine bessere Elastizität der Lackfilme. Ein wichtiger Weichmacher ist beispielsweise Dioctylphthalat. Biozide Stoffe (Formaldehydabspalter oder Isothiazolinone) verhindern, dass Anstrichstoffe durch Mikroorganismen unbrauchbar werden.
Zusatzstoffe steigern die Haltbarkeit und erleichtern die Verarbeitung. Sie konservieren, sorgen für Filmbildung oder eine bestimmte Elastizität oder Weichheit, verhindern „Hautbildung“ im Gebinde (Dose, Topf) und bewirken eine bestimmte Viskosität, die das Anstrichmittel tropffrei machen, oder beschleunigen das Trocknen (Sikkative). Konservierungsmittel (Topfkonservierer), erforderlich bei wasserverdünnbaren Lacken und Lasuren, sind biozide Stoffe, die verhindern sollen, dass der Anstrichstoff im Gebinde durch Mikroorganismen unbrauchbar wird. Meist werden Formaldehydabspalter oder Isothiazolinone verwendet. Für Konservierungsmittel gibt es sowohl im Rahmen der CLP-Verordnung (konzentrationsabhängig) als auch im Rahmen der Verordnung über Biozidprodukte (konzentrationsunabhängig) Kennzeichnungspflichten. Ferner existieren auch Richtlinien innerhalb der Branche.

### Lösungsmittel
Lösungsmittel sind im Gegensatz zu anderen Lackbestandteilen nicht Bestandteil der erzeugten Lackschicht. Sie dienen in erster Linie dazu, die Eigenschaften des Lackes während des Beschichtungsvorganges und der Filmbildung einzustellen. Organische Lösungsmittel werden mehr und mehr durch Wasser als Lösungsmittel verdrängt. Konventionell formulierte Lacksysteme enthalten 45 bis 65 % Lösungsmittel. Die moderneren festkörperreichen Lacke (High-Solids) enthalten je nach Anwendung 3 bis 25 % organische Lösungsmittel. Selbst Wasserlacke enthalten etwa 10 % organische Lösungsmittel, die dort als sogenannte Co-Löser eingesetzt werden. Seit 2010 werden die zulässigen Höchstwerte für Lösungsmittel in Anstrichstoffen in der ChemVOCFarb-Verordnung geregelt und müssen deklariert werden. Ihr unterliegen Farben und Lacke die im Bautenbereich, ausgenommen Brücken und Schwimmbäder, oder im Fahrzeugbereich, ausgenommen Schienenfahrzeuge und Flugzeuge, ihren Einsatz finden. Lösungsmittelfreie Systeme sind beispielsweise Pulverlacke oder Systeme, die nur Reaktivverdünner enthalten. Darunter versteht man Substanzen, die als Lösemittel wirken, aber mit den Bindemitteln vernetzen. Sie werden also bei der Lackhärtung nicht an die Umwelt abgegeben.
Lösungsmittel verbessern das Benetzungsverhalten durch Erniedrigung der Oberflächenspannung des Lackes. Durch die Absenkung der Viskosität kann das Lackmaterial auf die zur Verarbeitung, wie etwa Spritzen oder Streichen, notwendigen Fließeigenschaften eingestellt werden. Da zumeist Lösungsmittelmischungen verwendet werden, ist es möglich, das Verhalten während der Filmbildung durch die Auswahl der einzelnen Lösungsmittel nach deren Verdunstungsverhalten zu steuern.
Lacklösemittel werden in aktive Löser (lösen den Filmbildner ohne Hilfsmittel), latente Löser (lösen den Filmbildner nur in Kombination mit aktiven Lösern oder Nichtlösern) und Nichtlöser unterschieden. Diese Unterteilung wird für jedes Bindemittel separat getroffen. Weiter wird nach dem Verdunstungsverhalten unterschieden, wobei in die klassische Einteilung in Niedrig-, Mittel- und Hochsieder meist durch die Verdunstungszahl VZ ersetzt wird. Diese gibt die Verdunstungszeit bezogen auf Diethylether (VZ = 1) an. Man unterscheidet zwischen leichtflüchtigen (< 10), mittelflüchtigen (10 bis 35), schwerflüchtigen (35 bis 50) und sehr schwerflüchtigen (> 50) Lösemitteln.
Bei der Formulierung von Lacken werden Kombinationen aus leicht-, mittel- und schwerflüchtigen Lösemitteln eingesetzt. Die leichtflüchtigen Lösemittel dienen einer schnellen Antrocknung, die mittelflüchtigen Lösemittel einer besseren Entgasung, die schwerflüchtigen Lösemittel verbessern den Verlauf und den Glanz der Beschichtung. Das am schwersten flüchtige Lösemittel muss ein echter Löser für das verwendete Bindemittel sein, da sonst die Gefahr der Bildung von Kratern und Stippen besteht.
Die wichtigsten Lacklösungsmittel gehören den Stoffgruppen aliphatische, cycloaliphatische und aromatische Kohlenwasserstoffe, Alkohole, Glycole, Glycolether, Ketone und Ester an. Außerhalb Europas finden Terpenkohlenwasserstoffe und Chlorkohlenwasserstoffe noch Verwendung. Der Einsatz natürlicher Lösungsmittel, Zitrusterpene, Balsamterpentinöl und Lärchenbalsam beschränkt sich auf zumeist auf Naturharz- und Öllacke.
Als Einzelsubstanzen sind n-Hexan, Testbenzin und Cyclohexan bei den aliphatischen, sowie Xylol und Solventnaphtha bei den aromatischen Kohlenwasserstoffen zu nennen. Die wichtigsten Alkohole sind Propanol, n-Butanol und Isobutanol. Wichtige Glycolether sind Butylglycol, Butyldiglycol, Ethylenglycol und Diethylglycol, wichtige Ester sind Butylacetat, Ethylacetat und 2-Butoxyethylacetat. Butanon und Aceton sind häufig eingesetzte Ketone.

## Lackherstellung
Große Lackfirmen stellen sich die Ausgangsstoffe wie Alkyd-, Acrylharze häufig selbst her. Lackfabriken benötigen auch Pigmente mit entsprechender Korngröße, Farbechtheit und weitere Produkte der chemischen Industrie. Die Lackherstellung umfasst die gleichmäßige Einbringung und Benetzung der Pigmente in das Bindemittelsystem. Ein einfaches dispergieren durch Rühren reicht für viele Anwendungen nicht aus. Viele Pigmente können nur in bestimmten Bindemittelsystemen eingesetzt werden. Für die gute Vermischung von Pigmenten und Lackbindemittel bei den Lackherstellern kommen viele Apparate zum Einsatz. Wichtig sind: Schnellrührer, Dissolver, Kneter, Trichtermühlen, Walzmaschinen, Kugel-, Rührwerksmühlen.
Manchmal enthalten Lacke noch unerwünscht grobe Partikel, die abgetrennt werden müssen. Bei diesem Prozess finden Schwingsiebe, Kartuschenfilter, Plattenfilter und Zentrifugen Anwendung.

## Beschichtungsverfahren
Nach DIN EN 971 – 1:1996-09 sollte eine aus mehreren Lackschichten bestehende Auftragung mehrere Aufgaben erfüllen:
- Die erste aufzutragende Schicht (Grundanstrich) sollte ein Haftvermittler sein, der Eigenschaften wie Schutz vor Korrosion bei Metallen und/oder Überdeckung des unansehnlichen Untergrundes ermöglicht.
- Die mittlere Schicht wird Füller genannt, sie enthält eine höhere Anzahl von Pigmenten und lässt sich somit in eine dickere Schicht auftragen um kleinere Unebenheiten auszugleichen.
- Die farbgebende Schicht (Wasserlack, Unilack bzw. Metalliclack (Lösungsmittellack))
- Die oberste Schicht, der Decklack, sollte ein Klarlack sein, der für Glanz, Härte, Wetterbeständigkeit, Lichtbeständigkeit und Farbechtheit der farbgebenden Schicht sorgt.

### Streichen und Rollen
Im Hausgebrauch trägt man den Lack mit einem Pinsel, die Acrylharz-Dispersion für eine Wandfarbe mit einem Roller auf.

### Spritzen und Sprühen
Die häufigsten Auftragungsarten in der Lackindustrie sind Sprühen und Spritzen. Zum Aufsprühen werden Druckzerstäuber benutzt, die den Lack mittels eines Kompressors im Niederdruck- (0,5–0,7 bar), Hochdruck- (1–8 bar) oder Airless-Verfahren (60–250 bar) auftragen.

### Tauchlackierung
Hierbei wird ein Werkstück in den Lack eingetaucht. Bei der Elektrotauchlackierung wird in einer Lacklösung mit geeigneten Filmbildnern ein elektrisches Feld von 50–300 V angelegt und das Werkstück als Erdung verbunden. Die Elektrotauchlackierung wurde von Ford als anodische Tauchlackierung zur Herstellung einer Schutzlackierung für Autos entwickelt und findet als kathodische Tauchlackierung in der gesamten Automobilindustrie Anwendung.

### Elektrostatische Spritzverfahren
Bei diesem Verfahren wird ein elektrostatisches Hochspannungsfeld von 80 bis 150 kV genutzt. Es werden häufig rotierende Lackzerstäuber (Hochrotationszerstäuber) verwendet.
Bei lösemittelfreien Pulverlacken werden pigmentierte Bindemittelpulver eingesetzt. Das Verfahren wurde 1965 in der Lackindustrie eingeführt. In Pulverlacken und anderen Lacken werden ionische Substanzen (Natriumdodecylsulfat) mit einer elektrischen Ladung in den Filmbildner (oft Epoxidharz) eingebracht.
Pulverlacke lassen sich durch eine Hochspannungselektrode elektrisch aufladen. Durch Anbringung einer elektrostatischen Grundierung von Materialien wie Kunststoff oder Metalle wird der Farbverbrauch beim Lackaufspritzen deutlich verringert. Dieser Prozess erfolgt vollautomatisch mit Robotern.

### Coil Coating
Beim Coil Coating (deutsch: „Bandbeschichtung“) wird ein Metallband zwischen Walzen kontinuierlich mit Lack beschichtet. Anschließend läuft das lackierte Metallband über eine Ofenzone, wobei der Lack aushärtet. Es wird in den USA seit 1957 und in Deutschland seit 1960 verwendet. Das Coil-Coating-Verfahren hat sich in recht kurzer Zeit für die Beschichtung aller weißen Haushaltsgeräte (Waschmaschinen, Kühlschränke, Wäschetrockner) durchgesetzt. Der Lackverbrauch ist durch moderne Verfahren dabei erheblich gesenkt worden.

## Lackprüfungen
An Nasslacken und fertigen Lackschichten werden zahlreiche Prüfungen durchgeführt. Folgend finden sich Liste von Lackrelevanten Prüfverfahren/Prüfungen.

### Prüfungen an Nassem Lack (Lieferform)
- Rub-Out-Test
- Grindometer
- Mindestfilmbildetemperatur
- Topfzeit und Gelzeit
- Dichte
- Viskosität / Rheologie
- Flammpunkt
- Festkörpergehalt
- Leitfähigkeit
- pH-Wert
- Teilchengröße
- Molmassenverteilung

### Prüfungen an fertigen Lackschichten
- Bewitterung
- Gitterschnitt
- Deckvermögen
- Koloristik (Farbton)
- Wasserdampfdurchlässigkeit
- Pigment-Volumen-Konzentration
- Glanz
- Chemikalienbeständigkeit
- Verlauf
- Steinschlagprüfung
- Schichtdicke

## Anwendungsgebiete
Lacke werden überall verwendet, wo Oberflächen dauerhaft äußeren Einflüssen, wie Witterung, mechanische Nutzung und anderen ausgesetzt sind und davor geschützt werden müssen. Vielfach fand Lack auch Verwendung in Kunst- und Kunsthandwerk bei der farblichen Gestaltung von Oberflächen, also in der Malerei, der Lackschnitzerei und der Lackmalerei. Ausgangspunkt dieser Entwicklung war China. Das weltweit einzige Museum für Lackkunst steht in Münster.
Tabletten kann man mit für den Menschen ungiftigen Lacken überziehen, um die Freisetzung der Wirkstoffe zu steuern oder diese zu schützen (Filmtablette).
Wird Holz mit Lack überzogen, so kann durch eventuelle Verletzungen oder Spannungsrisse eingedrungene Feuchtigkeit aus dem Holz durch den ansonsten wasser(dampf)dichten Film nicht mehr verdunsten. Das Holz quillt auf und führt zu weiteren Spannungsrissen und zur Vermorschung des Holzes. Holz fürs Freiland wird daher eher geölt, wodurch auch eine wasserabweisende Oberfläche entsteht, die aber nicht wasserdampfdicht ist. Zudem wird durch konstruktiven Holzschutz (Vermeidung von Beregnung, schräge Flächen von denen Wasser abrinnen kann) versucht, das Wasser vom Holz wegzuleiten.
Im Bereich der Metallbeschichtung liegt das Hauptanwendungsgebiet von Lacksystemen im Korrosionsschutz. Ohne eine ausreichende Beschichtung (beispielsweise mit Rostschutzgrundierung und Decklack) würden die gebräuchlichsten Metalle (Carbon-Stahl) in feuchten Klimazonen angegriffen (oxidiert) und damit in den Gebrauchseigenschaften, durch Korrosionserscheinungen, eingeschränkt werden.
Bei der Kunststofflackierung handelt es sich im Allgemeinen um einen 1- oder 2-schichtigen Lackaufbau mit Primer (Grundierung) und Decklack oder nur einem Decklack (entweder farbig oder transparent). Ein 3-schichtiger Aufbau ist erforderlich, sobald die Zwischenbeschichtung (farbiger Basislack) nicht alleine die Haftung zum Untergrund sicherstellen kann oder die Farbe oder der Effekt eine farbige Grundierschicht benötigt.
Auch bei der Lackkleidung finden solche Beschichtungsverfahren statt.

## Lackhersteller
Die Branche der Lackhersteller beschäftigt viele Mitarbeiter und die Firmen sind über ganz Deutschland verteilt. Trotzdem werden die Firmen, welche im Bereich der Lackherstellung tätig sind, kaum von der Öffentlichkeit wahrgenommen. Folgend eine Liste über Lackhersteller aus Deutschland sowie dem Ausland.

### Lackhersteller aus Deutschland
- Actega
- Axalta Coating Systems
- BASF Coatings
- Brillux
- DAW
- FreiLacke
- Grebe Holding (mit Weilburger)
- Hemmelrath
- Hesse Lignal
- Mankiewicz
- Marabu
- Meffert Farbwerke
- Mipa SE
- Novatic-Gruppe,
- Ostendorf
- Siegwerk Druckfarben
- Sika AG
- Sto AG
- SW color Lackfabrik
- Wörwag

### Lackhersteller aus dem Ausland
- ADLER-Werk Lackfabrik
- Akzo Nobel
- Axalta
- Hempel
- IGP Pulvertechnik
- Jotun
- PPG Industries
- Rohm & Haas
- Sherwin-Williams
- Tiger-Coatings